# 사시우촌
사시우촌(佐志生村)은 오이타현 기타아마베군에 있던 촌이다. 현재의 우스키시의 사시우에 해당한다. 